# Acvacultură

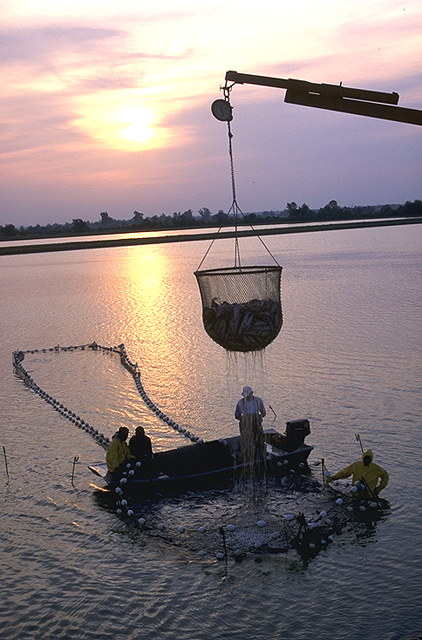
Ferma Delta Pride Catfish, Mississippi, SUA

Acvacultura este o ramură a agriculturii ce are ca scop creșterea de animale și plante acvatice în vederea comercializării.

## Tipuri de acvacultură
Acvacultura cuprinde mai multe subramuri: 
- piscicultura (creșterea peștilor),
- conchilicultura (creșterea scoicilor); cele mai cunoscute sunt: 
  - ostreicultura (creșterea stridiilor),
  - perlicultura (creșterea stridiilor perlifere),
  - miticultura (creșterea midiilor),
- creșterea crustaceelor (creveți, crabi, raci),
- algocultura (creșterea algelor).

## Metode de producție
Există de asemenea numeroase metode de producție utilizate în acvacultură: intensivă, extensivă, în mediu natural sau în bazine, în apă dulce sau apă sărată (maricultură), în sisteme de curgere continuă sau de recirculare, tradițională sau modernă, clasică sau organică, în spații închise sau în spații deschise, etc.

## Istoric
Acvacultura a fost dezvoltată cu mult timp în urmă, primele atestări privind creșterea peștelui apar în China și Japonia. Chinezul Fan Li scrie în anul 473 î.Hr, primul „Tratat de Piscicultură”. Chinezii introduceau în heleștee pentru îngrășat, peștii prinși din cursurile naturale de apă.

În Europa, surse documentare atestă că originea pisciculturii datează din epoca romană și este în legatură cu propagarea creștinismului, în scopul respectării preceptelor religioase privind regimul alimentar. Comunitățile monahale au avut un rol important în dezvoltarea pisciculturii.
În Rusia, primele heleștee cu cegă s-au construit în secolul al XIII-lea la mănăstirea Serghiev, iar în secolele XV și XVI se constituie mari crescătorii de pește.

La începutul sec. al XIX-lea crescătoriile iau forma actuală, cele mai mari crescătorii aflându-se în Germania, Cehoslovacia, Rusia și Polonia.
În a doua jumătate a sec. XX, piscicultura are un ritm de dezvoltare mare datorită noilor metode de intensificare a producției industriale.
Acvacultura este o nouă activitate în Canada, începând cu anul 1970.

## Acvacultura în România
Primele documente privind piscicultura pe teritoriul românesc, datează din anul 1169 în Transilvania, 1247 în Muntenia și 1421 în Moldova și se referă la existența a numeroase iazuri și râmnice și la peștii care le populau.  De asemenea, sunt numeroase referiri la pescuit și piscicultură în documentele oficiale din secolele XV-XIX pe teritoriul actual al României.